# Staatzer Klippe
Staatzer Klippe (513.1**) – mikroregion w łańcuchu Karpat Austriacko-Morawskich w Zewnętrznych Karpatach Zachodnich. Leży na terytorium Austrii (kraj związkowy Dolna Austria). 
Staatzer Klippe to trzecie w kolejności (licząc od południa) pasmo wzgórz składających się na pasmo Dolnoaustriackich Gór Wyspowych. Wzgórza są zbudowane z ostańców z wapienia jurajskiego. Są otoczone przez równiny północnej części Pogórza Weinviertel w Dolnej Austrii. Najwyższe wzniesienie – Staatzer Berg, 332 m n.p.m., z ruinami zamku Staatz w XI wieku. 